# Winter Spring Summer or Fall
Winter Spring Summer or Fall är en romantisk dramafilm från 2024. Den är regisserad av Tiffany Paulsen, med manus skrivet av Dan Schoffer. Huvudrollerna spelas av Jenna Ortega, Percy Hynes White, Marisol Nichols och Adam Rodriguez.
Filmen premiärvisades på Tribeca Film Festival i juni 2024.

## Rollista (i urval)
- Jenna Ortega – Remy Aguilar
- Percy Hynes White – Barnes Hawthorne
- Marisol Nichols – Carmen
- Adam Rodriguez – Javier